# Trienter Glaubensbekenntnis
Das Trienter Glaubensbekenntnis (lateinisch Professio fidei Tridentinae), auch Das Glaubensbekenntnis der Kirchenversammlung zu Trient stammt aus dem Jahr 1564. 
Die Formel stammt von Papst Pius IV., der sie hauptsächlich auf Drängen Petrus Canisius’ in der päpstlichen Bulle Iniunctum nobis vorschrieb.
Das Glaubensbekenntnis enthält das Nicäno-Konstantinopolitanum. Die Professio fidei wurde im Laufe der Zeit immer wieder überarbeitet, etwa zum Antimodernisteneid.

## Inhalt
Der vollständige Text lautet in deutscher Übersetzung:
Ich, N. N., glaube und bekenne mit festem Glauben alles und jedes einzelne, was im Glaubensbekenntnis enthalten ist, welches die heilige Römische Kirche benutzt, nämlich:
Ich glaube an den einen Gott, den allmächtigen Vater, den Schöpfer des Himmels und der Erde, alles Sichtbaren und Unsichtbaren; und an den einen Herrn Jesus Christus, Gottes einziggeborenen Sohn, und aus dem Vater geboren vor allen Zeiten, Gott von Gott, Licht vom Lichte, wahrer Gott vom wahren Gott, gezeugt, nicht geschaffen, wesensgleich dem Vater; durch ihn ist alles geworden; er ist wegen uns Menschen und um unseres Heiles willen von den Himmeln herabgestiegen und ist fleischgeworden vom Heiligen Geist aus Maria, der Jungfrau, und ist Mensch geworden; gekreuzigt wurde er sogar für uns unter Pontius Pilatus, hat gelitten und wurde begraben; und er ist auferstanden am dritten Tag gemäß den Schriften und hinaufgestiegen in den Himmel; er sitzt zur Rechten des Vaters und wird wiederum kommen mit Herrlichkeit, Lebende und Tote zu richten; sein Reich wird kein Ende haben; und an den Heiligen Geist, den Herrn und Lebensspender, der aus dem Vater und dem Sohne hervorgeht, der mit dem Vater und dem Sohne zugleich angebetet und mitverherrlicht wird, der durch die Propheten gesprochen hat; und die eine heilige katholische und apostolische Kirche. Ich bekenne die eine Taufe zur Vergebung der Sünden und erwarte die Auferstehung der Toten und das Leben der kommenden Zeit. Amen.
Die apostolischen und kirchlichen Überlieferungen und übrigen Bräuche und Bestimmungen der Kirche anerkenne und halte ich ganz fest. Ebenso anerkenne ich die heilige Schrift gemäß jenem Sinn, den die heilige Mutter Kirche festgehalten hat und festhält, deren Aufgabe es ist, über den wahren Sinn und die Auslegung der heiligen Schriften zu urteilen, und werde sie niemals anders auffassen und auslegen als gemäß der einmütigen Übereinstimmung der Väter.
Ich bekenne auch, dass es wahrhaft und im eigentlichen Sinne sieben Sakramente des Neuen Bundes gibt, die von unserem Herrn Jesus Christus eingesetzt und zum Heile des Menschengeschlechtes – wenn auch nicht alle für jeden – notwendig sind, nämlich Taufe, Firmung, Eucharistie, Buße, Letzte Ölung, Weihe und Ehe, dass sie Gnade verleihen und dass von ihnen Taufe, Firmung und Weihe nicht ohne Frevel wiederholt werden können. Ich anerkenne und billige auch die anerkannten und gutgeheißenen Riten der katholischen Kirche bei der feierlichen Spendung aller obengenannten Sakramente.
Alles und jedes einzelne, was auf dem hochheiligen Konzil von Trient über die Ursünde und über die Rechtfertigung definiert und erklärt wurde, halte ich fest und anerkenne ich.
Gleichfalls bekenne ich, dass in der Messe Gott ein wahres, eigentliches und sühnendes Opfer für Lebende und Verstorbene dargebracht wird, dass im heiligsten Sakrament der Eucharistie wahrhaft, wirklich und wesenhaft der Leib und das Blut zusammen mit der Seele und Gottheit unseres Herrn Jesus Christus gegenwärtig sind, und dass eine Wandlung der ganzen Brotsubstanz in den Leib und der ganzen Weinsubstanz in das Blut geschieht; diese Wandlung nennt die katholische Kirche Wesensverwandlung. Ich bekenne, dass man auch unter lediglich einer der beiden Gestalten den ganzen und unversehrten Christus und das wahre Sakrament zu sich nimmt.
Ich halte standhaft fest, dass es einen Reinigungsort gibt und dass den dort festgehaltenen Seelen durch die Fürbitten der Gläubigen geholfen wird; ebenso, dass man die zusammen mit Christus herrschenden Heiligen verehren und anrufen soll, dass sie Gott Gebete für uns darbringen, und dass man ihre Reliquien verehren soll.
Ich behaupte fest, dass man die Bilder Christi und der allzeit jungfräulichen Gottesgebärerin sowie anderer Heiliger haben und beibehalten und ihnen die gebührende Ehre und Verehrung erweisen soll; ich versichere auch, dass die Vollmacht zu Ablässen von Christus in der Kirche hinterlassen wurde und ihr Gebrauch für das christliche Volk höchst heilsam ist.
Ich anerkenne die heilige katholische und apostolische Römische Kirche als Mutter und Lehrerin aller Kirchen; und ich gelobe und schwöre dem Römischen Bischof, dem Nachfolger des seligen Apostelfürsten Petrus und Stellvertreter Jesu Christi, wahren Gehorsam.
Ebenso anerkenne und bekenne ich ohne Zweifel alles übrige, was von den heiligen Kanones und ökumenischen Konzilien, und zwar hauptsächlich vom hochheiligen Konzil von Trient und vom ökumenischen Vatikanischen Konzil überliefert, definiert und erklärt wurde, vor allem in bezug auf den Primat und das unfehlbare Lehramt des Römischen Bischofs; und alles, was dem entgegengesetzt ist, sowie alle Häresien, die von der Kirche verurteilt, verworfen und mit dem Anathema belegt wurden, verurteile, verwerfe und belege ich gleichfalls mit dem Anathema.
Ich, N. N., gelobe, verspreche und schwöre, dass ich diesen wahren katholischen Glauben, außerhalb dessen niemand gerettet werden kann, den ich gegenwärtig aus freiem Willen bekenne und wahrhaft festhalte, mit Gottes Hilfe ganz standhaft bis zum letzten Lebenshauch unversehrt und makellos bewahre und bekenne, und dass ich, soweit es bei mir liegen wird, dafür sorgen werde, dass er von meinen Untergebenen oder jenen, deren Sorge mir in meinem Amte anvertraut sein wird, festgehalten, gelehrt und verkündet wird: so wahr mir Gott helfe und diese heiligen Evangelien Gottes.
Die im vorletzten Abschnitt vorhandenen Textteile „und vom ökumenischen Vatikanischen Konzil“ und „vor allem in bezug auf den Primat und das unfehlbare Lehramt des Römischen Bischofs“ wurden kraft Dekret der Konzilskongregation vom 20. Januar 1877 verbindlich hinzugefügt und müssen seitdem bei der Ablegung dieses Glaubensbekenntnisses mitgesprochen werden.